# Semiothisa trizonaria
Semiothisa trizonaria là một loài bướm đêm trong họ Geometridae.